# هاري مايوني
هاري «هابي» مايوني (7 أكتوبر 1908-19 فبراير 1942) كان أحد رجال العصابات في نيويورك الذي عمل كقاتل في شركة القتل المحدودة. خلال الثلاثينيات. أطلق على مايوني لقب «هابي» لأن وجهه أظهر عبوسًا أبديًا.

## السنوات المبكرة
عندما كان شابًا، قاد مايوني عصابة أوشن هيل هوليجانز، وهي عصابة شوارع إيطالية في أوشن هيل، بروكلين في نيويورك. كان تلميذه في هذه العصابة فرانك «الداشر» أبانداندو. كان لمايوني ابن، ألبرت مايوني، الذي أصبح في النهاية شريكًا في عائلة غامبينو. كان الأخ الأكبر لمايوني هو لويس «الدوق» مايوني.
في عام 1931، ساعد ابي ريليس ومارتن جولدشتاين في القضاء على منافسيهم العصابات، الأخوة شابيرو (ماير، إيرفينغ، وويليام). قبل ذلك بعام، حاول الأخوة شابيرو قتل ريليس وغولدشتاين دون جدوى. ثم قام ماير شابيرو باختطاف صديقة ريليس واغتصابها. أراد ريليس وغولدشتاين الانتقام وأراد الاثنان تولي عمليات شابيرو. في 11 يوليو 1931، قُتل إيرفينغ شابيرو بالرصاص بالقرب من شقته. في 17 سبتمبر 1931، تم العثور على ماير مقتولًا بالرصاص في الطابق السفلي من مبنى سكني في الجانب الشرقي الأدنى من مانهاتن.

## شركة القتل المحدودة
تجمع كل من مايوني وأبانداندو وريليس وغولدشتاين معًا. وسرعان ما انضم إليهم هاري شتراوس، ألبرت تننباوم، سيمور ماغون، لويس كابوني، تشارلز ركمان وفيتو غورينو.
بدأت العصابة في الحصول على عقود القتل من نقابة الجريمة الوطنية بمساعدة عضو مجلس النقابة جو أدونيس. أطلق علي العصابة اسم «شركة القتل المحدودة.» عن طريق الصحافة. عمل مايوني كحلقة وصل إيطالية مع الأعضاء اليهود في شركة القتل المحدودة. تم إدارة شركة شركة القتل المحدودة. من قبل لويس بوشالتر وألبرت أناستازيا.  ورد أن مايوني قتل ما لا يقل عن 12 رجلاً بنفسه أثناء عمله لصالح شركة القتل المحدودة.

## القضاء على الشهود المحتملين
في منتصف الثلاثينيات من القرن الماضي، استهدف المدعي العام لمقاطعة نيويورك توماس ادموند ديوي بوشالتر لمحاكمته. ردا على ذلك، بدأ بوشالتر في القضاء على جميع الشهود المحتملين. قامت شركة القتل المحدودة بطرد أي شخص يشتبه بوشالتر في كونه مخبرًا. جورج «ويتي» رودنيك كان أحد هؤلاء الضحايا. قُتل على يد مايوني وأبانداندو وشتراوس في 11 مايو 1937.
في عام 1940، أصبح ريليس مخبراً لولاية نيويورك. ثم ورط مايوني وأباندو في القتل المروع لرودنيك. وفقًا لريليس، من المفترض أن الرجال قتلوا رودنيك ووضعوه في سيارتهم. وفجأة بدأت «الجثة» تسعل. ثم قام شتراوس بطعن رودنيك 63 مرة بمخرز الثلج ووضع مايوني ساطور في جمجمته.
في مايو 1940، أدين مايوني بارتكاب جريمة قتل من الدرجة الأولى، ولكن تم إلغاء الحكم عند الاستئناف. بعد محاكمة ثانية، أدين مايوني مرة أخرى. هذه المرة، لم يتم إلغاء الإدانة من قبل محكمة الاستئناف. في 19 فبراير 1942، تم إعدام مايوني، مع فرانك أبانداندو، على كرسي كهربائي في سجن سنج سنج في أوسينينغ، نيويورك.